# 阿西尔达斡尔族乡
阿西尔达斡尔族乡是中华人民共和国新疆维吾尔自治区塔城地区塔城市下辖的一个民族乡。

## 行政区划
阿西尔达斡尔族乡下辖以下村级行政区划单位：
曼古奴尔村、上满致巴克村、克孜贝提村、德日则加甫克村、上阿西尔村、中阿西尔村、下阿西尔村、喀拉达拉村、赤汗格尔村、奴拉村、下满致巴克村、江木尔扎村、别勒塔木村、新肯巴克村、克浅村、库尔托别村、上一棵树村、下一棵树村、阔克扩甫尔村和楚坎村。